# Franqueville (Eure)
Franqueville település Franciaországban, Eure megyében. Lakosainak száma 304 fő (2022. január 1.). Franqueville Aclou, Boisney, Brionne és Hecmanville községekkel határos.

## Népesség
A település népességének változása:
| Lakosok száma | 94   | 174  | 273  | 266  | 327  | 337  | 332  | 317  | 310  | 304  |
|               | 1968 | 1982 | 1990 | 2006 | 2013 | 2015 | 2017 | 2019 | 2020 | 2022 |